# Carlo Ludovico di Schleswig-Holstein-Sonderburg-Beck
Carlo Ludovico di Schleswig-Holstein-Sonderburg-Beck (18 settembre 1690 – Königsberg, 22 settembre 1774) è stato un ufficiale tedesco.

## Biografia
Era il figlio di Federico Luigi di Schleswig-Holstein-Sonderburg-Beck (1653-1728), e di sua moglie, Luisa Carlotta di Schleswig-Holstein-Sonderburg-Augustenburg (1658-1740).
Nel 1723 si convertì al cattolicesimo.
Nel 1757 divenne duca di Schleswig-Holstein-Sonderburg-Beck, dopo la morte del nipote, che morì nella battaglia di Praga, senza lasciare un erede maschio.
Nel 1762 fu nominato maresciallo di campo dallo zar Pietro III di Russia. Morì il 22 settembre 1774 a Königsberg, Prussia orientale. Non avendo avuto figli sopravvissutigli, alla sua morte gli succedette ai titoli di famiglia il fratello minore Pietro Augusto di Schleswig-Holstein-Sonderburg-Beck.

## Matrimonio
Sposò a Dresda, il 10 agosto 1730, Anna Orzelska (1707-1769), figlia illegittima di Augusto II di Polonia e della sua amante francese, Henriette Rénard. Divorziarono tre anni dopo. Ebbero un figlio:
- Carlo Federico (5 gennaio 1732- 21 febbraio 1772), celibe.

## Ascendenza
|                                                              |                                             |                                                     | Genitori                                        |  |  | Nonni |  |  | Bisnonni                                    |  |  | Trisnonni                                 |  |
|                                                              |                                             |                                                     |                                                 |  |  |       |  |  | Alessandro di Schleswig-Holstein-Sonderburg |  |  | Giovanni di Schleswig-Holstein-Sonderburg |  |
|                                                              |                                             |                                                     |                                                 |  |  |       |  |  | Alessandro di Schleswig-Holstein-Sonderburg |  |  | Giovanni di Schleswig-Holstein-Sonderburg |  |
|                                                              |                                             | Elisabetta di Brunswick-Grubenhagen                 |                                                 |  |  |       |  |  | Alessandro di Schleswig-Holstein-Sonderburg |  |  |                                           |  |
| Augusto Filippo di Schleswig-Holstein-Sonderburg-Beck        |                                             |                                                     |                                                 |  |  |       |  |  | Alessandro di Schleswig-Holstein-Sonderburg |  |  |                                           |  |
|                                                              |                                             | Dorotea di Schwarzburg-Sondershausen                | Giovanni Günther I di Schwarzburg-Sondershausen |  |  |       |  |  |                                             |  |  |                                           |  |
|                                                              |                                             | Dorotea di Schwarzburg-Sondershausen                | Giovanni Günther I di Schwarzburg-Sondershausen |  |  |       |  |  |                                             |  |  |                                           |  |
|                                                              |                                             | Dorotea di Schwarzburg-Sondershausen                | Elisabetta di Isenburg-Budingen-Birstein        |  |  |       |  |  |                                             |  |  |                                           |  |
| Federico Luigi di Schleswig-Holstein-Sonderburg-Beck         |                                             | Dorotea di Schwarzburg-Sondershausen                |                                                 |  |  |       |  |  |                                             |  |  |                                           |  |
|                                                              |                                             | Guglielmo Luigi di Nassau-Saarbrücken               | Luigi II di Nassau-Weilburg                     |  |  |       |  |  |                                             |  |  |                                           |  |
|                                                              |                                             | Guglielmo Luigi di Nassau-Saarbrücken               | Luigi II di Nassau-Weilburg                     |  |  |       |  |  |                                             |  |  |                                           |  |
|                                                              |                                             | Guglielmo Luigi di Nassau-Saarbrücken               | Anna Maria d'Assia-Kassel                       |  |  |       |  |  |                                             |  |  |                                           |  |
| Maria Sibilla di Nassau-Saarbrücken                          |                                             | Guglielmo Luigi di Nassau-Saarbrücken               |                                                 |  |  |       |  |  |                                             |  |  |                                           |  |
|                                                              |                                             | Anna Amalia di Baden-Durlach                        | Giorgio Federico di Baden-Durlach               |  |  |       |  |  |                                             |  |  |                                           |  |
|                                                              |                                             | Anna Amalia di Baden-Durlach                        | Giorgio Federico di Baden-Durlach               |  |  |       |  |  |                                             |  |  |                                           |  |
|                                                              |                                             | Anna Amalia di Baden-Durlach                        | …                                               |  |  |       |  |  |                                             |  |  |                                           |  |
| Carlo Ludovico di Schleswig-Holstein-Sonderburg-Beck         |                                             | Anna Amalia di Baden-Durlach                        |                                                 |  |  |       |  |  |                                             |  |  |                                           |  |
|                                                              | Alessandro di Schleswig-Holstein-Sonderburg | Giovanni di Schleswig-Holstein-Sonderburg           |                                                 |  |  |       |  |  |                                             |  |  |                                           |  |
|                                                              | Alessandro di Schleswig-Holstein-Sonderburg | Giovanni di Schleswig-Holstein-Sonderburg           |                                                 |  |  |       |  |  |                                             |  |  |                                           |  |
|                                                              | Alessandro di Schleswig-Holstein-Sonderburg | Elisabetta di Brunswick-Grubenhagen                 |                                                 |  |  |       |  |  |                                             |  |  |                                           |  |
| Ernest Gunther di Schleswig-Holstein-Sonderburg-Augustenburg | Alessandro di Schleswig-Holstein-Sonderburg |                                                     |                                                 |  |  |       |  |  |                                             |  |  |                                           |  |
|                                                              |                                             | Dorotea di Schwarzburg-Sondershausen                | Giovanni Günther I di Schwarzburg-Sondershausen |  |  |       |  |  |                                             |  |  |                                           |  |
|                                                              |                                             | Dorotea di Schwarzburg-Sondershausen                | Giovanni Günther I di Schwarzburg-Sondershausen |  |  |       |  |  |                                             |  |  |                                           |  |
|                                                              |                                             | Dorotea di Schwarzburg-Sondershausen                | Elisabetta di Isenburg-Budingen-Birstein        |  |  |       |  |  |                                             |  |  |                                           |  |
| Luisa Carlotta di Schleswig-Holstein-Sonderburg-Augustenburg |                                             | Dorotea di Schwarzburg-Sondershausen                |                                                 |  |  |       |  |  |                                             |  |  |                                           |  |
|                                                              |                                             | Filippo di Schleswig-Holstein-Sonderburg-Glücksburg | Giovanni di Schleswig-Holstein-Sonderburg       |  |  |       |  |  |                                             |  |  |                                           |  |
|                                                              |                                             | Filippo di Schleswig-Holstein-Sonderburg-Glücksburg | Giovanni di Schleswig-Holstein-Sonderburg       |  |  |       |  |  |                                             |  |  |                                           |  |
|                                                              |                                             | Filippo di Schleswig-Holstein-Sonderburg-Glücksburg | Elisabetta di Brunswick-Grubenhagen             |  |  |       |  |  |                                             |  |  |                                           |  |
| Augusta di Schleswig-Holstein-Sonderburg-Glücksburg          |                                             | Filippo di Schleswig-Holstein-Sonderburg-Glücksburg |                                                 |  |  |       |  |  |                                             |  |  |                                           |  |
|                                                              |                                             | Sofia Edvige di Sassonia-Lauenburg                  | Francesco II di Sassonia-Lauenburg              |  |  |       |  |  |                                             |  |  |                                           |  |
|                                                              |                                             | Sofia Edvige di Sassonia-Lauenburg                  | Francesco II di Sassonia-Lauenburg              |  |  |       |  |  |                                             |  |  |                                           |  |
|                                                              |                                             | Sofia Edvige di Sassonia-Lauenburg                  | …                                               |  |  |       |  |  |                                             |  |  |                                           |  |
|                                                              |                                             | Sofia Edvige di Sassonia-Lauenburg                  |                                                 |  |  |       |  |  |                                             |  |  |                                           |  |